# Gare d’Albi-Ville
Gare d’Albi-Ville vasútállomás Franciaországban, Albi településen.

## Vasútvonalak
Az állomást az alábbi vasútvonalak érintik:
- Castelnaudary–Rodez-vasútvonal
- Tessonnières-Albi-vasútvonal

## Kapcsolódó állomások
A vasútállomáshoz az alábbi állomások vannak a legközelebb:
- Gare d’Albi-Madeleine
- Gare de Marssac-sur-Tarn